# شعب يالي
شعب يالي هم مجموعة قبلية رئيسة في بابوا، إندونيسيا. في عام 1991م قدر عددهم ب 15 ألف أو 30 ألف نسمة.

## العادات والتقاليد

### الدين
يدين اليوم شعب يالي بالمسيحية، وخاصة البروتستانتية. وحتى 1970 كانت هناك تقارير عن أكل لحوم البشر. أوقف المبشرون المسيحيون العديد من النزاعات بين القرى. وبالنسبة لطقوس الحرب القديمة وعبادة الأجداد فقد هُجرت. يعيش اليالي في قرى ذات منازل مستديرة على أعمدة، حيث تفصل منازل النساء عن منازل والرجال. وتفصل مياه الشرب والاستخدام المنزلي ومياه الصرف الصحي بشكل صارم. يملك شعب يالي قامة صغيرة إلى حد ما (أصغر جزئيا من 150 سم).

### المطبخ
يستخدم اليالي البطاطا الحلوة والقلقاس كأطعمة أساسية، والتي تزرع باستخدام الزراعة المتغيرة. مصادر الغذاء الأخرى هي الصيد والجمع. بالنسبة للاحتفالات مثل حفلات الزفاف، تذبح الخنازير، والتي تخزن لوقت لاحق. أما الفواكه فهي ليست جزءً من النظام الغذائي.

### المجتمع
مجتمع اليالي هو مجتمع أبوي، حيث الرجال مسؤولون عن بناء المنازل والصيد، في حين أن النساء يعتنين بزراعة الطعام وجمعه.